# Irma la douce
Irma la douce (Irma la dolce), è un musical francese in due atti con libretto di Alexandre Breffort e musica di Marguerite Monnot del 1956.

## Genesi
Irma la dolce trae spunto da un atto unico di Alexander Breffort, Les Harengs terribles (Le aringhe terribili), rappresentato al Théâtre de Poche di Bruxelles nel 1951-1952. 

## Trama
La commedia racconta la storia di uno studente di diritto, Nestor le Fripé (Nestore lo sgualcito), che si innamora di una prostituta, conosciuta come Irma la dolce, e ne diviene suo protettore.
Geloso dei suoi clienti, si traveste da Oscar, anziano facoltoso disposto a pagare, anche per conversare solamente, che diventerà suo unico cliente, ma Nestor, stanco di mantenere le sue due identità, decide di uccidere il suo alter ego. Quando l'anziano Oscar scompare, viene accusato di omicidio e condannato al carcere, riuscendo a scappare riesce a provare la sua innocenza, resuscitando il suo alter ego Oscar.

## Rappresentazioni
Dopo aver proposto (senza successo) il ruolo di Irma a Juliette Gréco e a Colette Deréal, Paul Péri, marito di Marguerite Monnot, contattò e ingaggiò Colette Renard. Venne messo in scena per la prima volta il 12 novembre 1956 al Théâtre Gramont di Parigi, per la regia di René Dupuy.
Il musical riscosse molto successo: in Francia rimase fra più visti per quattro anni con un totale di 962 repliche.
La versione inglese, con il libretto di Julian More, David Heneker e Monty Norman, andò in scena presso il Lyric Theatre di Londra, dal 17 luglio 1958, per la regia di Peter Brook, con Keith Michell (Nestor), Elizabeth Seal (Irma) e Clive Revill (Bob-the-Hotu), per un totale di 1 512 repliche. La versione inglese utilizzava espressioni colloquiali francesi e parole gergali parigine dell'epoca, alimentando alcune frasi in franglais.
La produzione londinese fu ripresa al Plymouth Theatre di New York a partire dal 28 settembre 1960 per un totale di 524 repliche.
La prima italiana, nella traduzione di Vittorio Gassman e Luciano Lucignani, è andata in scena il 4 novembre 1958 al Teatro Alessandro Bonci di Cesena, con Anna Maria Ferrero (Irma la dolce), Alberto Bonucci (Nestore lo sgualcito), Gianni Bonagura, Carlo Hintermann, Vittorio Congia; regia di Vittorio Gassman, coreografie di Gisa Geert.

## Adattamenti
Nel 1963 ne è stato tratto il film Irma la dolce diretto da Billy Wilder. Questo adattamento cinematografico non è un musical, sebbene alcuni motivi musicali originali riaffiorino nella colonna sonora, e ha come interpreti Jack Lemmon, Shirley MacLaine, Lou Jacobi e Grace Lee Whitney.

## Riconoscimenti
Elizabeth Seal ha vinto il Tony Award 1961 per la Migliore attrice  protagonista in un musical.